# أناستازيا لين
أناستازيا لين (بالإنجليزية: Anastasia Lin) (و. 1990  م) هي ممثلة، وعارضة، ومتسابقة ملكة الجمال من كندا، والصين، ولدت في الصين.
.

## التعليم
تعلمت في جامعة تورنتو، وتحصلت منها على بكالوريوس في الفنون.

## وصلات خارجية
- أناستازيا لين على موقع IMDb (الإنجليزية)

- أناستازيا لين في قاعدة بيانات الأفلام على الإنترنت